# بیل تامسون
بیل تامسون (انگلیسی: Bill Thomson; ۲۳ مارس ۱۹۱۴ – ۶ اوت ۱۹۹۳) بازیکن هاکی روی یخ اهل کانادا بود.